# Heteroscyphus tridentatus
Heteroscyphus tridentatus là một loài rêu tản trong họ Geocalycaceae. Loài này được (Sande Lac.) Grolle miêu tả khoa học lần đầu tiên năm 1984.